# Jahiang
Jahiang is een bestuurslaag in het regentschap Tasikmalaya van de provincie West-Java, Indonesië. Jahiang telt 4939 inwoners (volkstelling 2010).